# 骆广生
骆广生，清华大学化学工程系教授，主要从事微尺度流动化学、微化工技术、分离科学与技术等方面的研究工作。入选中华人民共和国教育部2009年度"长江学者"特聘教授。曾就读于清华大学化学工程系。